# Вешеник
Вешеник (словен. Vešenik) — поселення в общині Словенське Коніце, Савинський регіон, Словенія. Висота над рівнем моря: 355,4 м.